# Paris qui dort
Pour plus de détails, voir Fiche technique et Distribution.
Paris qui dort, sous-titré Le rayon diabolique, est un film de science-fiction de René Clair sorti en 1925 mais tourné durant l'été 1923, ce qui en fait le deuxième film de son réalisateur après Entr'acte,. En 1971, René Clair le remonta pour en faire un court-métrage de 36 minutes avec une musique originale de Jean Wiéner.
Il ne reste aucune copie de la version originale du film mais plusieurs restaurations tentant de se rapprocher de l'œuvre originelle ont été réalisées. En 1999, la Cinémathèque française restaure le film à partir d'un matériel appartenant à Pathé Télévision et en ajoutant quelques mètres d'une copie nitrate du British Film Institute, cependant le montage de cette version ne correspond pas au montage initial du film bien que sa durée soit similaire (66 minutes). En 2018, une nouvelle restauration en 4K de 59 minutes est réalisée par la fondation Jérôme Seydoux-Pathé à partir de la copie anglaise du film. Cette dernière, présentée à Londres quelques jours avant la sortie officielle du film en France, était différente de la version française et légèrement plus longue (1677 m contre 1480 m).

## Synopsis
Albert, le gardien de nuit de la Tour Eiffel, s'aperçoit à son réveil que Paris est immobile : tous les habitants sont endormis ou paralysés dans l'attitude qu'ils avaient à 3 h 25 du matin. Déambulant dans les rues, il finit par trouver cinq autres personnes qui, arrivées en avion au cours de la nuit, ont dû être épargnées parce qu'elles étaient comme lui dans une position élevée.
Jouissant dans un premier temps de l'endormissement général qui leur permet d'aller faire la fête dans un cabaret de Montmartre ou de dérober tout ce qui leur plaît, y compris la Joconde, ils en viennent à s'ennuyer puis à se quereller. Ils passent beaucoup de temps dans la tour Eiffel, l'endroit paraissant plus sûr. 
Au bout de quatre jours, ils entendent à la radio une voix qui appelle à l'aide. Se rendant à l'adresse indiquée par la voix, ils y trouvent la nièce d'un savant fou qui a paralysé le monde à l'aide d'un rayon. Ils forcent le savant à reprendre ses calculs pour rendre la vie aux Parisiens et, probablement, au monde entier.
La vie reprend alors son cours à tel point que personne, hormis eux, ne sait que tout s'est arrêté. Les cinq voyageurs, le gardien de la tour et la nièce du savant sont même internés brièvement dans un asile de fous, personne ne croyant leurs histoires. Pendant ce temps, le savant fou explique à un collègue comment il a arrêté tout mouvement avec sa machine.
Le monde finit par apprendre ce qui s'est passé et tente de récupérer le temps perdu en vivant plus intensément qu'avant. La nièce du savant retrouve le gardien de la tour et entame une idylle avec lui, tout au sommet face à la capitale.

## Fiche technique
- Titre : Paris qui dort
- Autre titre : Le Rayon diabolique
- Réalisation : René Clair
  - Assistant réalisation : Claude Autant-Lara
- Scénario : René Clair
- Musique : Karol Beffa et Jean Wiener
- Photographie : Maurice Desfassiaux (en) et Paul Guichard
- Montage : René Clair
- Décors : André Foy
- Costumes : Claude Autant-Lara
- Production : Henri Diamant-Berger
- Société de distribution : Tamasa Distribution (France)
- Pays :  France
- Genre : Comédie et science-fiction
- Format : Noir et blanc - 1,33:1 - Film muet - 35 mm
- Durée : 36 minutes (version de 1971) - 66 minutes (restauration de 1999) - 59 minutes (restauration de 2018)
- Date de sortie : 6 février 1925

## Distribution
- Henri Rollan : Albert
- Charles Martinelli : Le savant fou
- Louis Pré fils : L'inspecteur
- Albert Préjean : Le pilote d'avion
- Madeleine Rodrigue : Hesta, passagère
- Myla Seller : nièce du savant fou
- Antoine Stacquet : Le milliardaire
- Marcel Vallée : Le voleur